# 5730 Yonosuke
Az 5730 Yonosuke (ideiglenes jelöléssel 1988 TP1) a Naprendszer kisbolygóövében található aszteroida. Osima Josiaki fedezte fel 1988. október 13-án.